# Zespół dworski w Owczarach
Zespół dworski w Owczarach – zespół dworski znajdujący się w Owczarach, w gminie Zielonki, w powiecie krakowskim.
W skład zespołu dworskiego wchodzi: dwór, park i stawy. 
W końcu XIX w. właściciel Owczar Antoni Zygmunt Helcel wybudował dwór murowany w miejscu dawnego drewnianego. W 1935 r. został zakupiony przez wicepremiera inż. Eugeniusza Kwiatkowskiego. Podczas II wojny światowej dwór był wykorzystywany jako punkt sanitarny AK. 
Podczas reformy rolnej w 1945 r. liczący 72 ha majątek nie uległ parcelacji, jednak w 1950 roku były wicepremier został go całkowicie pozbawiony. Po nacjonalizacji dwór przekazano krakowskiemu Szpitalowi Specjalistycznemu im. dr Józefa Babińskiego celem utworzenia ośrodka opieki dla osób psychicznie chorych. W poł. lat 80. XX w. został on przebudowany.
Dwór otoczony jest parkiem krajobrazowym, założonym w 2 poł. XVIII w. i przekomponowanym na przeł. XIX/XX w. Wśród parkowych drzew aż 11 objętych jest ochroną przyrody jako pomniki przyrody (3 buki, 2 dęby, 2 lipy oraz pojedyncze egzemplarze grabu, jesionu, modrzewia oraz sosny).
Obiekt został wpisany do rejestru zabytków nieruchomych Wojewódzkiego Urzędu Ochrony Zabytków w Krakowie.
Od 1962 roku w budynku mieści się Dom Pomocy Społecznej. 